# Radosław Dudycz
Radosław Dudycz (ur. 8 września 1974) – polski lekkoatleta, długodystansowiec, reprezentant KS Team Run Gdańsk (wcześniej m.in. AZS-AWF Gdańsk, Ekspres Katowice oraz KS GKS Kołczygłowy), wielokrotny medalista mistrzostw kraju.

## Rekordy życiowe
- bieg na 5000 metrów – 14:08,39 (1998)
- bieg na 10 000 metrów – 29:16,11 (2004)
- półmaraton – 1:03:34 (2000)
- maraton – 2:14:58 (2009)

## Wybrane zawody
- 2015
  - 3. miejsce - 53. Bieg Westerplatte[3]
  - 4. miejsce - II AmberExpo Półmaraton Gdańsk[4]
- 2016
  - 1. miejsce - 23. Bieg św. Dominika (Bieg Vipów)[5]